# Hubert Dorigatti

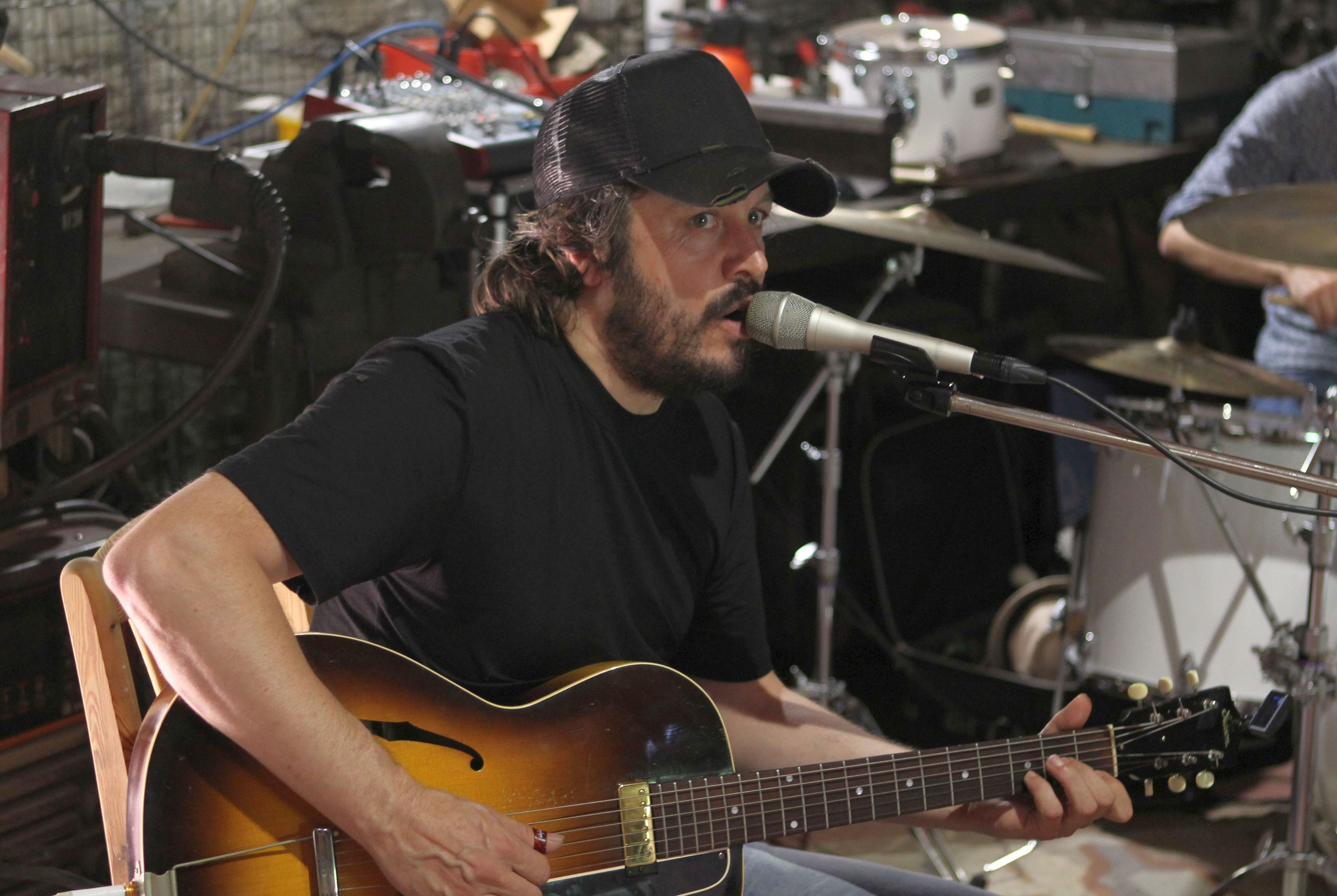
Hubert Dorigatti 2022

Hubert Dorigatti (* 1975 in Bruneck/Südtirol) ist ein italienischer Blues-Gitarrist. 

## Leben
Dorigatti erlernte an der Musikschule Bruneck das Spielen der Trompete. Im Alter von 16 Jahren begann er mit dem Gitarrespielen. Nach Abschluss der Matura nahm er ein Studium an den Musikkonservatorien von Wien und Trient auf. 
Seit den 1990er-Jahren widmet sich Dorigatti hauptsächlich dem Blues. Er tritt seither mit verschiedenen Bandformationen auf, u. a. Black Cat Blues Department, T.mo, Bayou Side und Hubert Dorigatti Trio. Sein Musikstil orientiert sich an den Gitarristen Big Bill Broonzy, Robert Johnson und Lightnin’ Hopkins. 2017 gewann Dorigatti die IBC Blues Challenge als bester italienischer Bluesmusiker.

## Diskografie
- Hubert Dorigatti: Memphisto (2018), mit Fabrizio Poggi
- Bayou Side: Unbound (2017)
- Bayou Side: All I feel (2013)
- Hubert Dorigatti Trio: Nuances (2012)
- Hubert Dorigatti Trio: Diary (2007)